# Rosa Geflügelte Stabschrecke
Die Rosa Geflügelte Stabschrecke (Sipyloidea chlorotica, Syn.: Sipyloidea sipylus) ist eine Art aus der Ordnung der Gespenstschrecken (Phasmatodea). Häufig wird sie auch einfach als Geflügelte Stabschrecke oder Geflügelte Stabheuschrecke bezeichnet. Auch die Schreibweise „Rosageflügelte Stabschrecke“ ist oft zu finden. Im Englischen wird die Art „Pink Winged Stick Insect“ oder „Madagascan Stick Insect“ genannt.

## Merkmale und Verhalten
Die etwa acht bis zehn Zentimeter langen Weibchen sind meist einheitlich blass strohfarben, selten treten grünliche Exemplare auf. Die Oberseite erscheint durch die hellbraune Maserung dunkler, was die Tarnung, besonders dann wenn die Tiere die Beine entlang der Körperachse anlegen, noch perfekter werden lässt. Sie erscheinen dann wie getrocknete Grashalme. Die Antennen erreichen oft zwei Drittel der Körperlänge und überragen damit die häufig nach vorn ausgestreckten Vorderbeine. Die nur vier bis fünf Millimeter langen, als Tegmina ausgebildeten Vorderflügel bedecken lediglich die Basis der Hinterflügel. Diese haben ein stärker sklerotisiertes Costalfeld, welches bei angelegten Flügeln das Abdomen bis zu dessen sechstem oder siebentem Segment bedeckt und ebenso gefärbt ist wie die restliche Oberseite. Der zart rosafarbene hintere Bereich der Vorderflügel, dem die Art ihren deutschen Namen verdankt, ist weniger sklerotisiert und häutig und macht die Tiere zu guten Fliegern. Die in Ruhe von den Flügeln bedeckte Oberseite der Hinterbrust (Metanotum) und der ersten Hinterleibssegmente ist ebenfalls rötlich bis rosa (siehe Bild unten). Die gelegentlich in partehnogenetischen Zuchten auftretenden Männchen bleiben mit 6 bis 6,5 Zentimetern kleiner, sind aber ebenso gefärbt.
Sind die Tiere beunruhigt, sondern sie ein charakteristisch nach modrigem Heu oder nassem Gras riechendes Wehrsekret ab. Die Imagines entfalten dabei oft auch die Flügel und fliegen bei weiteren Störungen davon. Die Nymphen neigen dazu ihre Beine abzuwerfen (Autotomie), um Fressfeinde abzulenken.

## Systematik
Jean-Guillaume Audinet-Serville beschrieb die Art 1838 als Necroscia chlorotica. Ein weiblicher Holo- bzw. Lectotypus aus Java befindet sich im Natural History Museum in London. Am Oxford University Museum of Natural History sind ein männlicher und drei weibliche Paratypen aus Bangladesch hinterlegt.
John Obadiah Westwood beschrieb dieselbe Art 1859 als Necroscia sipylus. Das als Hololectotypus ausgewählte Weibchen stammt wie das von Necroscia chlorotica von Java und befindet sich ebenfalls im Natural History Museum in London. Eine ebenfalls 1859 von Westwood als Necroscia samsoo aus China beschriebene Art galt seit 1908 als synonym zu Necroscia sipylus. Erst 2016 wurde sie durch Francis Seow-Choen als Sipyloidea samsoo revalidiert. Auch eine im Jahr 2000 von Shu-Chun Chen und Yun-Heng He als Asceles longzhouensis beschrieben Art wurde von den Autoren selbst 2008 als Synonym zu Sipyloidea sipylus gestellt und wieder eingezogen. George Ho Wai-Chun stellte 2016 Asceles longzhouensis als Synonym zu Sipyloidea biplagiata.
Im Jahr 2023 zeigte Seow-Choen, dass es sich bei der weitverbreiteten und bekannten Sipyloidea sipylus um die bereits gut zwanzig Jahre vor dieser von Audinet-Serville beschriebene Necroscia chlorotica handelt. Er überführte letztere als Sipyloidea chlorotica in die Gattung Sipyloidea und synonymisierte Sipyloidea sipylus mit dieser.

## Vorkommen
Die ursprüngliche Heimat der Rosa Geflügelten Stabschrecke ist vermutlich Südostasien. Dort lebt sie heute in Primär- und Sekundärwäldern Chinas, Malaysias, Thailands, Javas und Sumatras. Auf Madagaskar wurde sie wahrscheinlich durch den Menschen eingeschleppt. Hier trifft man sie auf Baumwollfeldern an.
Aus Bangladesch wurde 1996 eine marmorierte, dunkel gefleckte Form für die Terraristik nach Europa eingeführt. Sie pflanzt sich im Gegensatz zu den anderen bekannten Zuchtstämmen geschlechtlich fort. Da sie sich weder anhand der Eier, noch am Duft des Abwehrsekretes von der bekannten Form unterscheiden lässt und auch die Paratypen der Art von dort stammen, wird davon ausgegangen, dass es sich lediglich um eine lokale Farbvariante der Art handelt.

## Fortpflanzung
Die Rosa Geflügelte Stabschrecke Pflanzt sich vor allem durch Parthenogenese fort, wobei auch in parthenogenetischen Stämmen immer wieder Männchen auftauchen. Die Weibchen kleben ihre torpedoförmigen, etwa 4 Millimeter langen und 1,5 Millimeter breiten Eier an Objekte in ihrer Umgebung. Dabei werden insbesondere Nischen und Spalten, wie beispielsweise die in der Rinde von Bäumen, bevorzugt. Nach etwa drei Monaten schlüpfen die 18 Millimeter langen Nymphen. Während ihres etwa dreimonatigen Heranwachsens, sind sie meist grasgrün gefärbt. Nach der Imaginalhäutung haben die Weibchen noch eine Lebenserwartung von mehr als drei Monaten.

## Terraristik
Die Art ist schon recht lange in Zucht und völlig unproblematisch in ihren Ansprüchen. Hinsichtlich Wärme und Feuchtigkeit wird fast alles toleriert, was in einem Zimmerterrarium möglich ist. Die Blätter von Brombeeren und anderen Rosengewächsen werden genauso gefressen, wie die verschiedener Laubbäume, wie von Haseln, Buchen und Eichen. Da die angeklebten Eier sehr leicht beim Versuch sie zu lösen zerbrechen können, empfiehlt es sich Borkenstücke oder aus Kork gestaltete Rückwände zu verwenden. An diesen können die Weibchen die Eier ablegen, welche dann im Terrarium verbleiben können.
Der erste von den Liebhaber gehaltene, parthenogenetische Zuchtstamm, geht auf Tiere zurück, die aus Madagaskar stammen. Dies erklärt auch den englischen Namen „Madagascan Stick Insect“. Später kamen ein sexueller Zuchtstamm aus Sumatra (1992) und weitere parthenogenetische Stämme aus Thailand (1997) und dem Norden Vietnams (1998) hinzu. Die Art wird von der Phasmid Study Group unter der PSG-Nummer 4 und dem Namen Sipyloidea sipylus geführt. Die im Systematikteil erwähnte Form aus Bangladesch wurde als sexueller Zuchtstamm eingeführt und wird unter der Nummer 201 als Sipyloidea sp. separat geführt.

## Bilder

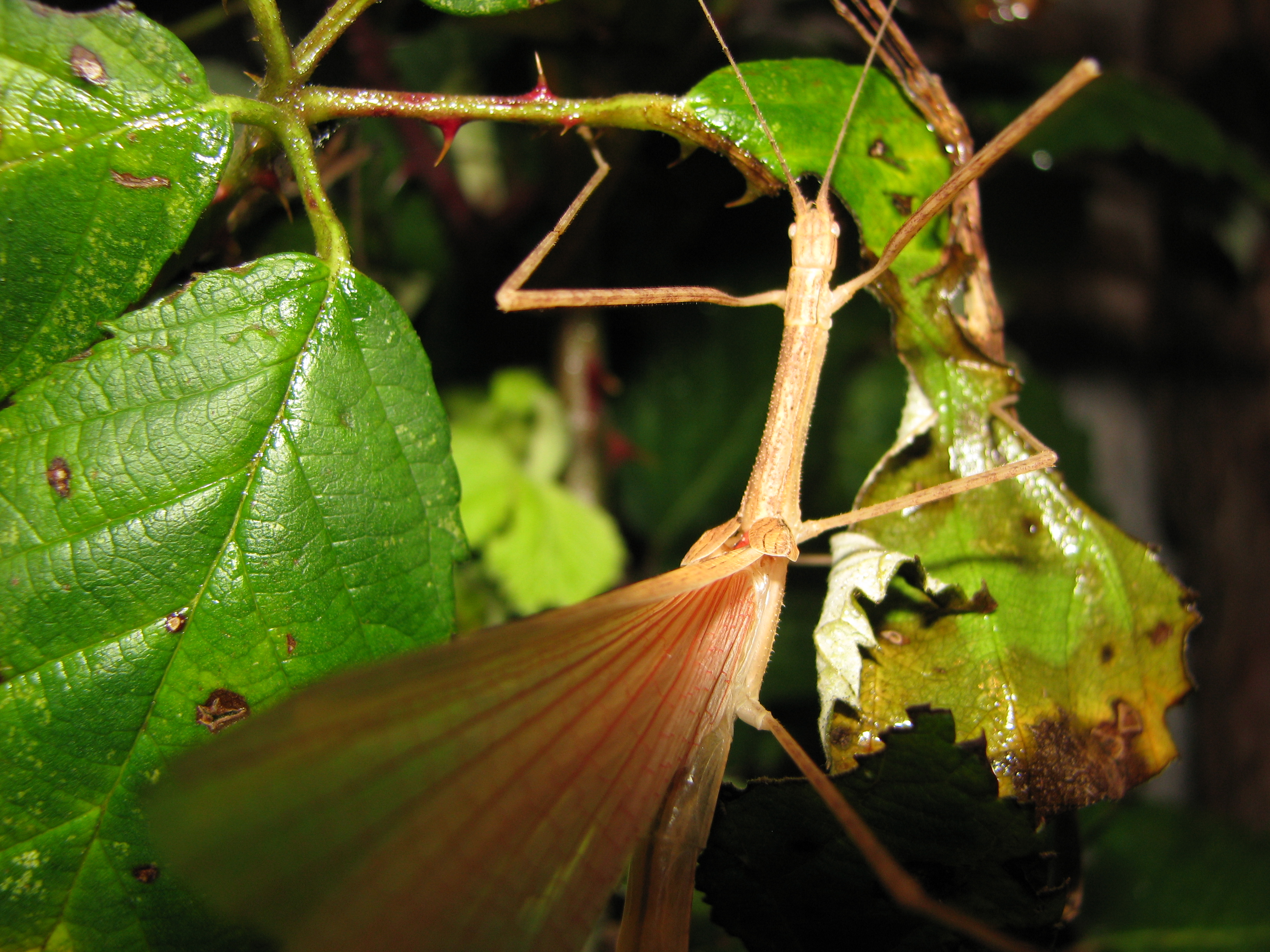
Weibchen mit geöffneten Flügeln (Seitenansicht)
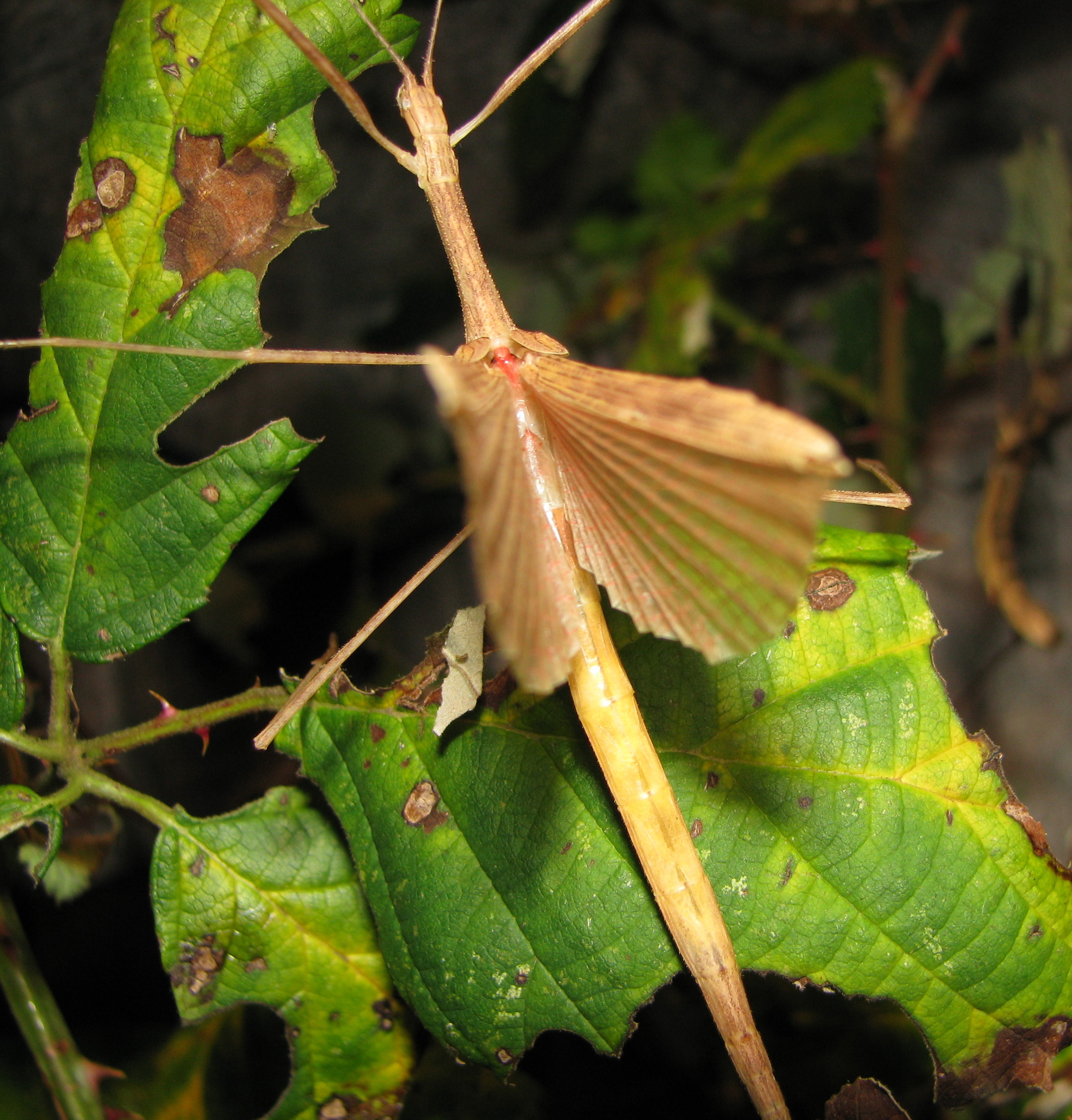
Weibchen mit geöffneten Flügeln
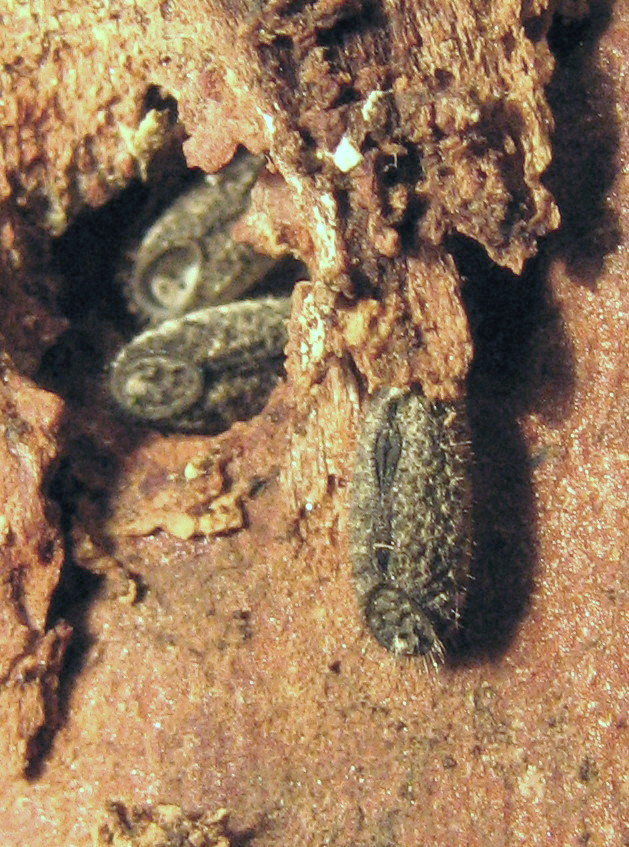
Eier